# Antenneforening
En antenneforening er en sammenslutning af borgere der lokalt er gået sammen for at nedtage radio- og tv-signaler og fordele dem ud til deres medlemmer. Signalerne modtages fra luften gennem fællesantenne, gennem kabel og satellit. Der er ca. 6.000 antenneforeninger i Danmark.

## Reference
1. ↑  Fællesantenne – dr.dk/DigitaltTV